# Walter Bär (Mediziner)
Walter Bär (* 7. November 1946 in Wetzikon) ist ein Schweizer Mediziner.

## Leben
Walter Bär studierte von 1968 bis 1974 Medizin in Zürich (Promotion 1976, Habilitation 1989). Er war von 1989 bis 2011 ordentlicher Professor für Allgemeine Gerichtsmedizin und Direktor des Instituts für Rechtsmedizin an der Universität Zürich.
Seine Forschungsschwerpunkte sind DNA-Polymorphismen in Körperflüssigkeiten, Auswertung forensischer Evidenz, Interpretation von Blutalkohol und forensische Bildgebung.
Walter Bär wurde 1997 in der Sektion Pathologie und Rechtsmedizin als Mitglied in die Deutsche Akademie der Naturforscher Leopoldina aufgenommen.

## Schriften (Auswahl)
- Comparison of histologic types of primary testicular germ cell tumors with their metastases. Consequences for the WHO and the British nomenclatures?. Berlin 1976, OCLC 601013796.
- DNA-Polymorphismen. Ihre Bedeutung in der Forensik. DNA-Fingerprinting. Zürich 1988, OCLC 715493878.
- mit Angelo Fiori und Umberto Rossi (Hrsg.): 15th Congress of the International Society for Forensic Haemogenetics (Internationale Gesellschaft für Forensische Hämogenetik e.V.), Venezia, 13–15 October 1993. Berlin 1994, ISBN 3-540-57643-6.